# كارل غوتفريد إردمان
كارل غوتفريد إردمان (بالألمانية: Karl Gottfried Erdmann)‏ هو طبيب وعالم نبات وكاتب ومؤلف ألماني، ولد في 31 مارس 1774 في فيتنبرغ في ألمانيا، وتوفي في 13 يناير 1835 في درسدن في ألمانيا.